# 約恩蘇教堂

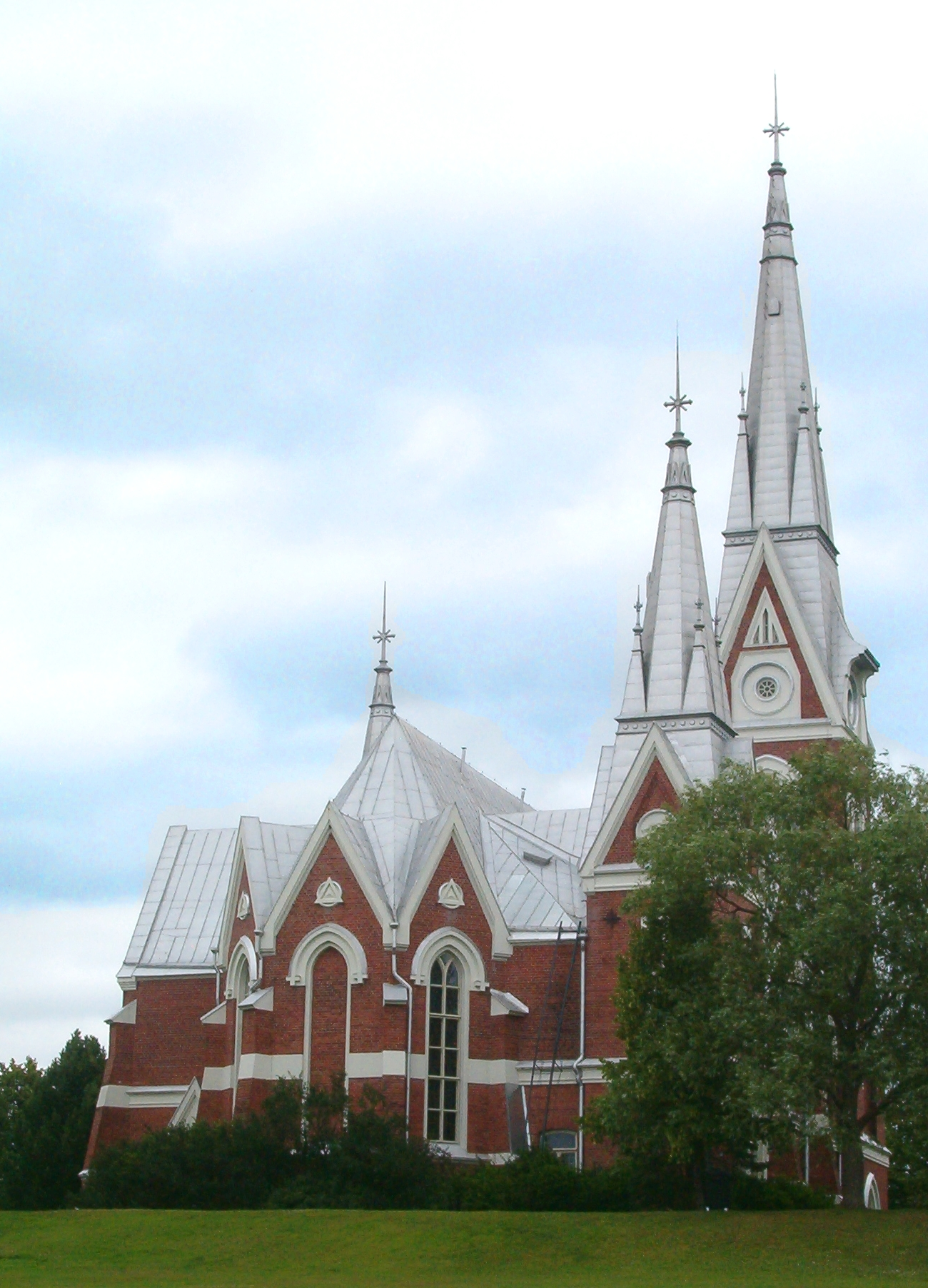
约恩苏教堂（摄于2007年）

約恩蘇教堂（芬蘭語：Joensuun kirkko）是位於芬蘭北卡累利阿区城市約恩蘇的一座教堂。約恩蘇教堂修建於1903年，設計者是芬蘭建築家约瑟夫·斯滕贝克。約恩蘇教堂是一座哥特復興式建築，但也融合了部分芬蘭民族浪漫风格。位于东北角的最高的塔楼是钟楼，而位于西南角的较矮的塔楼里有管风琴。教堂可以容納1000人。

## 图集

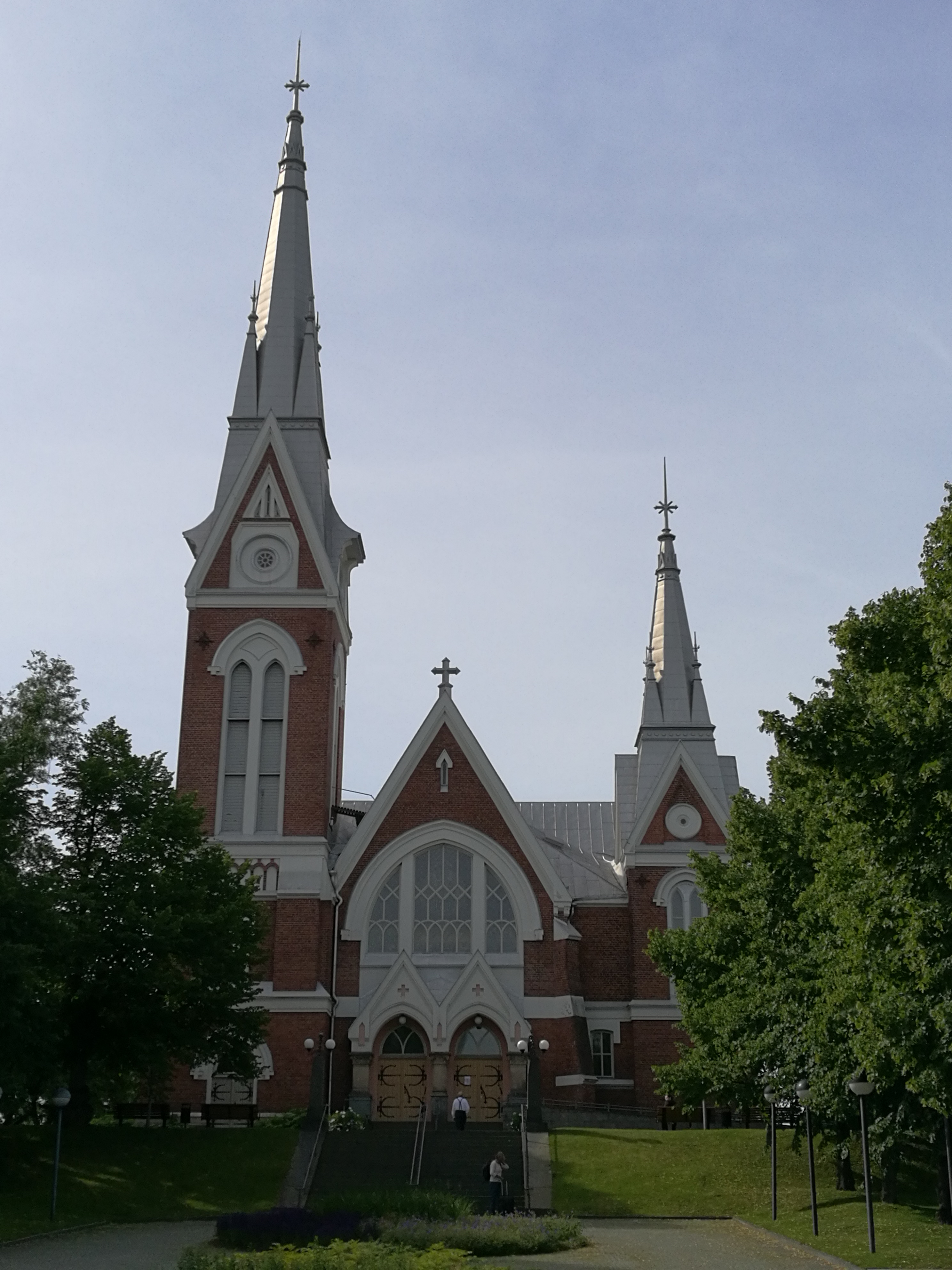
教堂正面
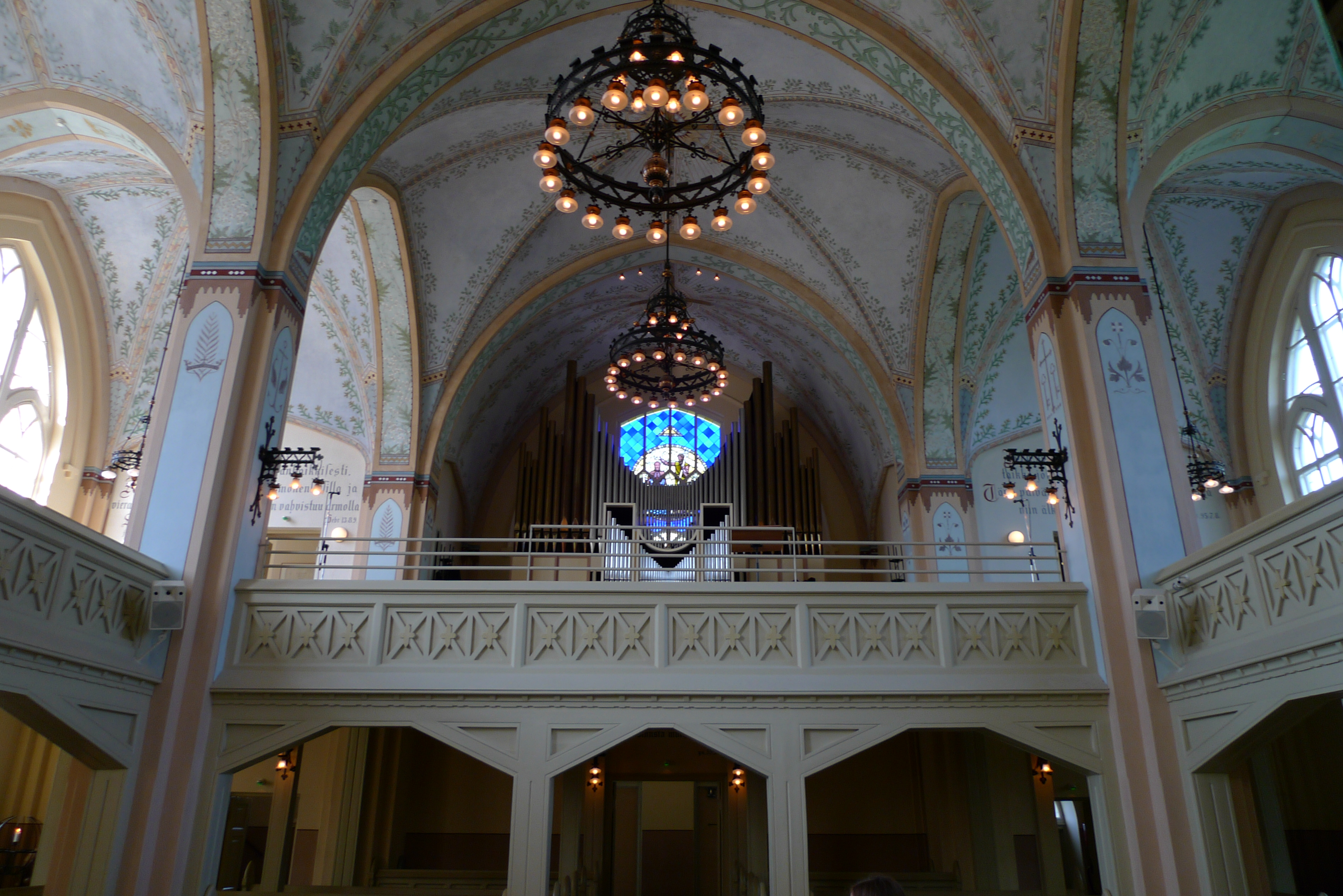
教堂内景
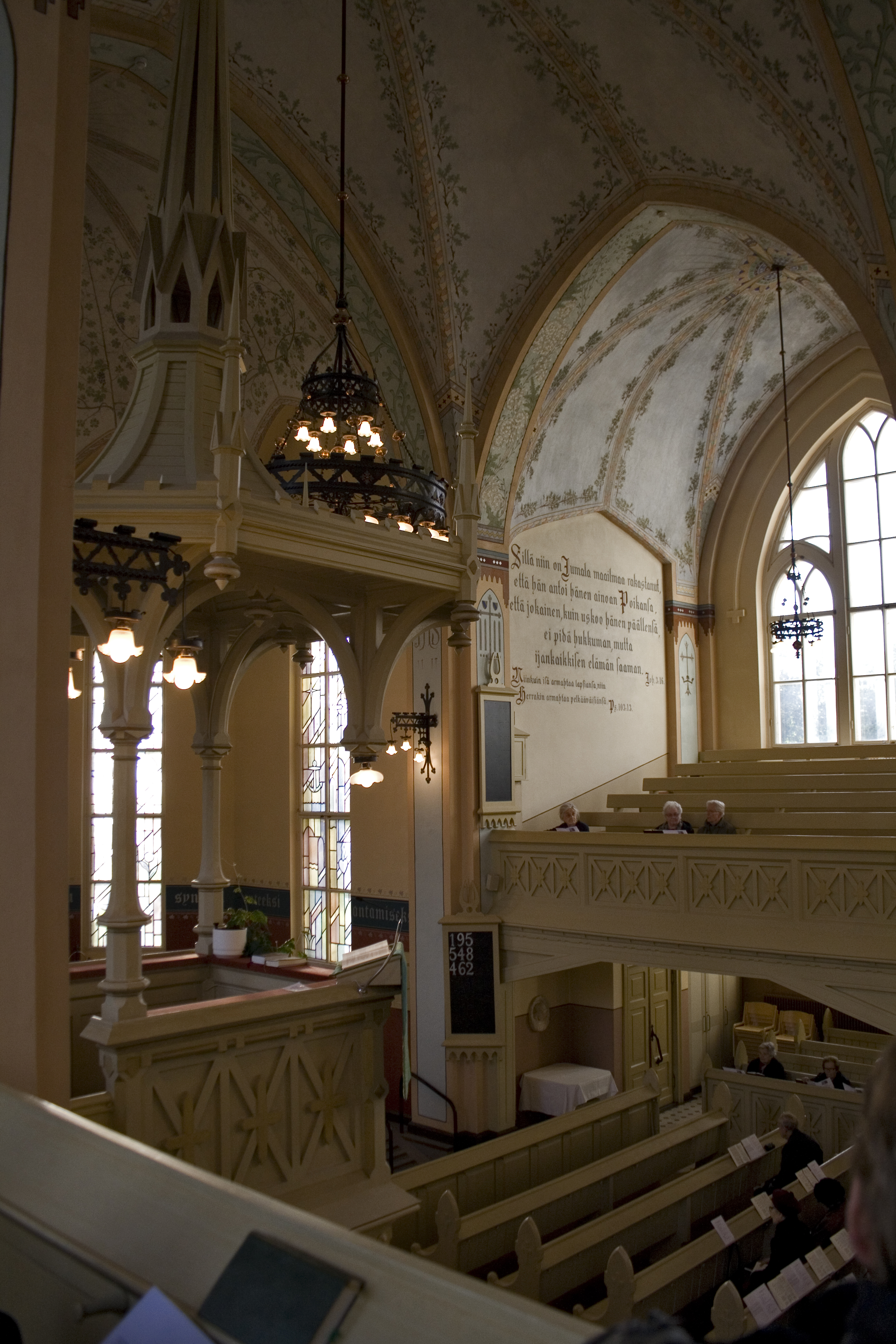
从阁楼朝祭坛方向看
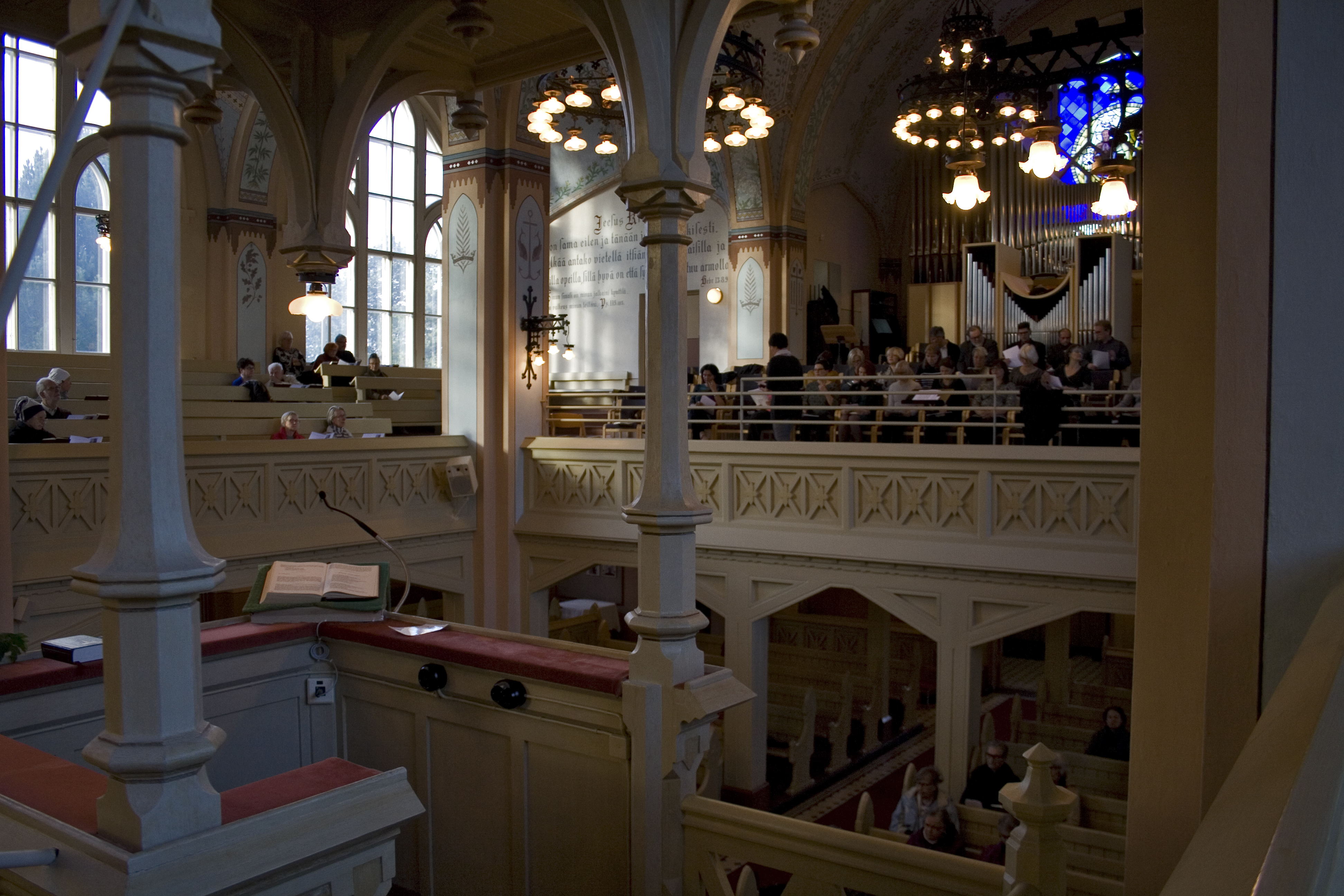
从阁楼朝管风琴阁楼方向看
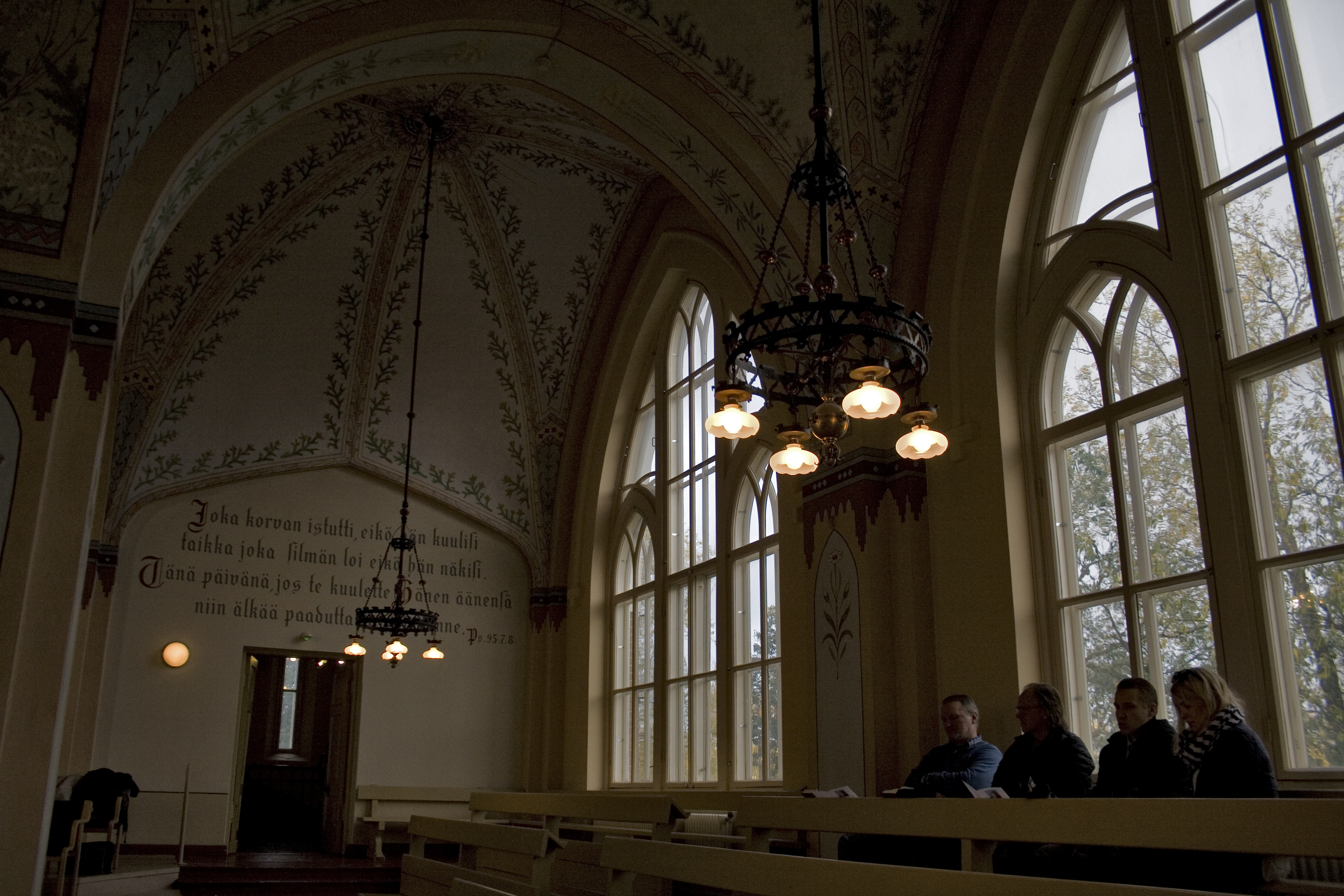
管风琴阁楼的左侧
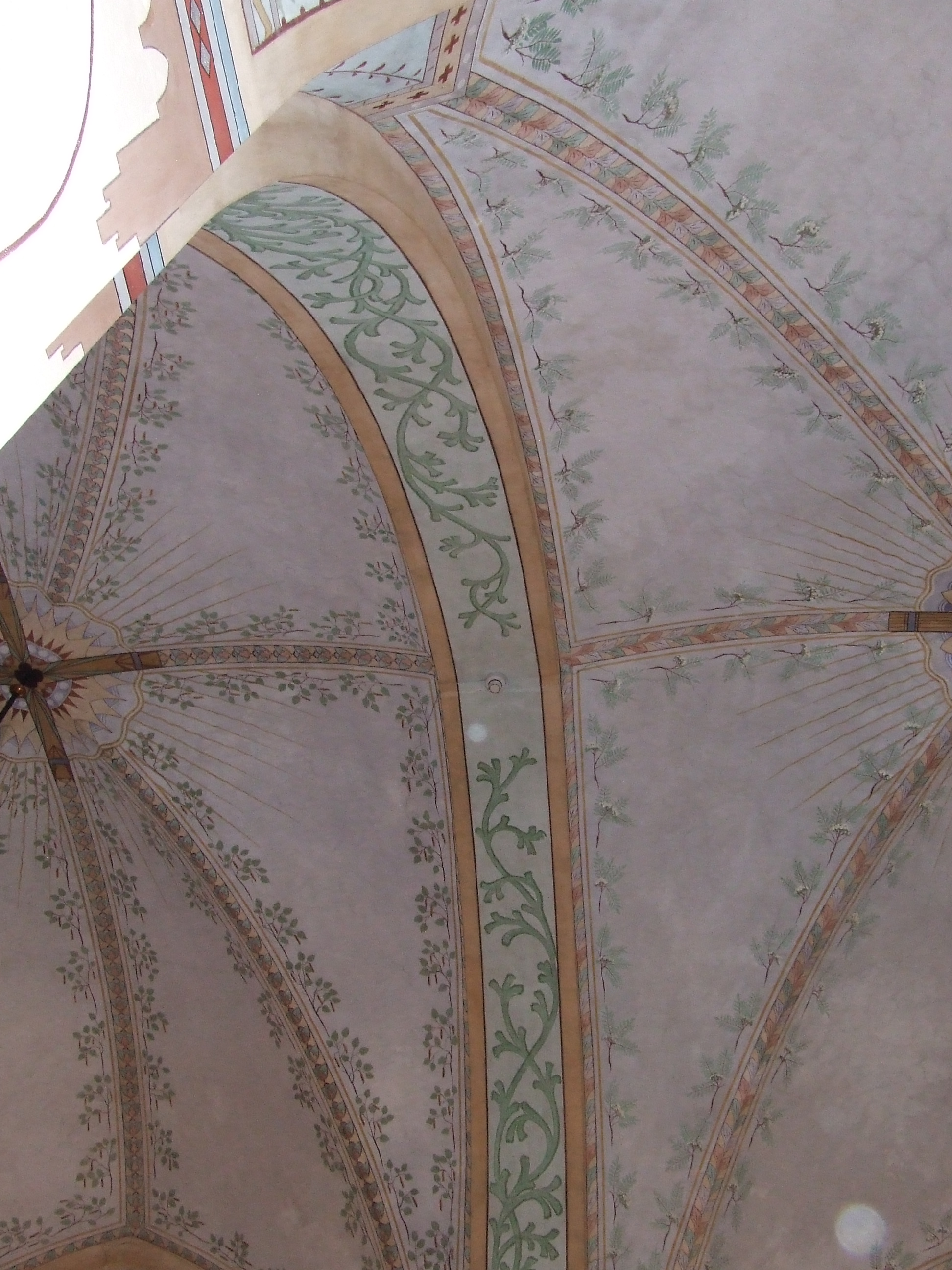
圆拱的装饰花纹